# Pachydisca fusispora
Pachydisca fusispora är en svampart som först beskrevs av Joseph Schröter, och fick sitt nu gällande namn av Jean Louis Emile Boudier 1907. Pachydisca fusispora ingår i släktet Pachydisca och familjen Helotiaceae.   Inga underarter finns listade i Catalogue of Life.